# Charles Baudelaire
Charles Pierre Baudelaire (bodlêr), francoski pesnik, esejist, kritik in prevajalec,  * 9. april 1821, Pariz, Francija, † 31. avgust 1867, Pariz.

## Življenjepis
Baudelaire je po očetovi smrti živel v nenehnih sporih z očimom in materjo. Leta 1841 ga je očim poslal na potovanje v Indijo, da bi ga odvrnil od boemskega življenja. Polnoleten si je s pomočjo dediščine po očetu omislil neurejeno življenje in se posvetil književnosti. Leta 1848 je mimogrede sodeloval v revoluciji bil nato 1857 obsojen zaradi »nemoralnosti« svojih pesmi. Leta 1864 je odšel v Bruselj. Pred smrtjo se je vrnil v Pariz, kjer je 1867 umrl.

## Književno delo
Baudelairovo književno delo obsega poleg pomembnih kritičnih spisov o knjževnosti in likovni umetnosti predvsem pesniško zbirko Rože zla (Les Fleurs du mal, 1857; slovenski prevod 1977; (COBISS)) in  zbirko pesmi v prozi Pariški spleen (Spleen de Paris, 1869, slovenski prevod 1992), s katerima je zaslovel in utrl pot novoromantični, dekadenčni in simbolistični književnosti. Zbirki sta klasika francoske književnosti.
Druga dela:
- La Fanfarlo (1847)
- Umetni raj (Les paradis artificiels, 1860)
- Estetske posebnosti (Curiosités esthétiques, 1868)